# Pyrinia aurantiaca
Pyrinia aurantiaca es una especie de polilla de la familia Geometridae. La especie fue descrita por primera vez por Arthur Gardiner Butler habiendo sido descrita en 1881, con distribución en Brasil. El sintipo de la especie fue descrita en los alrededores de Fonte Boa (Amazonas), a poca distancia del río Solimões.